# مای فوچیگامی
مای فوچیگامی (انگلیسی: Mai Fuchigami; May 28 – ) صداپیشگی در ژاپن، و خواننده اهل ژاپن بود. وی از سال ۲۰۰۸ میلادی تاکنون مشغول فعالیت بوده‌است.